# Bryothele
Bryothele — рід грибів порядку Dothideales із нез'ясованим до кінця систематичним положенням. Назва вперше опублікована 1998 року.

## Види
База даних Species Fungorum станом на 17.10.2019 налічує 2 види роду Bryothele:
- Bryothele biporosa Döbbeler, 2016
- Bryothele mira Döbbeler & Melnik, 1998